# 上野みさ
上野 みさ（うえの・みさ、1973年12月23日 - ）は、大阪府堺市出身の、関西を中心に活躍する元女優。本名同じ。

相愛高校、大谷女子短期大学卒業。所属事務所はイエローキャブウエスト。身長163cm、血液型はO型。

## 人物
- 子供の頃の夢はアイスクリーム屋さんになることだった。
- 父の勧めで、京都の太秦で行われた「ミス映画村コンテスト」に応募。そこで映画関係者の人にスカウトされ、映画「極道の妻たち」に看護婦役で出演。
- 父も母も教師である。
- 過去に仲居役としてレギュラー出演していたコメディー番組なんじゃそら三人組の中では、美人で気が利き、尚且つノリツッコミ（時には投げ飛ばされながら）もできるが決して目立ちすぎることの無い役を演じていた。
- プライベートトークはいかにもコテコテの大阪出身のお姉さんというイメージが強い。
- エフエムちゅうおうにて、上柴とおる（音楽評論家）と3時間の生番組「ワン・トゥー・サンデー」を担当していたこともある。
- 高校時代はバレーボール部に所属していた為、運動神経は抜群。その為か、インターネットで配信されている「かんさい動画News」に出演していた頃、同番組内において海に浮かぶイカ釣り漁船を陸から綱で引っ張り、その怪力っぷりを見た撮影スタッフから思わず驚きの声が上がっていた程である。
- 20代前半の頃は可愛らしい感じのイメージがあったが、現在は、大人の魅力が増してきたと言われている。
- 2011年12月23日結婚。[1][2]

## 出演

### テレビ
- なんじゃそら三人組（ABC）
- 満開!ハッスル家族（MBS）
- 古都の恋歌（MBS）
- デジドラワンシーン（テレビ東京）

### 映画
- 新・極道の妻たち～惚れたら地獄
- 首領を殺った男
- ヒロイン

### 舞台
- nicolas McPerson
- Piper